# Tanaecia matala
Tanaecia matala är en fjärilsart som beskrevs av Hans Fruhstorfer 1905. Tanaecia matala ingår i släktet Tanaecia och familjen praktfjärilar. Inga underarter finns listade i Catalogue of Life.